# You Make My Day
You Make My Day – piąty minialbum południowokoreańskiej grupy Seventeen, wydany 16 lipca 2018 roku przez Pledis Entertainment i dystrybuowany przez LOEN Entertainment. Płytę promował singel „Oh My!” (kor. 어쩌나 (Oh My!)).
Minialbum ukazał się w trzech edycjach fizycznych („MEET ver.”, „FOLLOW ver.”, „SET THE SUN ver.”) i jednej cyfrowej. Sprzedał się w nakładzie 387 428 egzemplarzy w Korei Południowej (stan na sierpień 2018 r.). Zdobył certyfikat Platinum w kategorii albumów.

## Lista utworów
| CD | CD | CD                                            | CD                                 | CD                 | CD      |
| Nr | Tytuł utworu                                                                                                 | Tekst                                         | Kompozycja                         | Aranżacja          | Długość |
| -- | --- | --------------------------------------------- | ---------------------------------- | ------------------ | ------- |
| 1. | „Eojjeona” (어쩌나, ang. Oh My!)                                                                             | Woozi, Bumzu, S.Coups, Vernon                 | Woozi, Bumzu                       | Bumzu, Park Gi-tae | 3:17    |
| 2. | „Holiday” | Woozi, Bumzu, S.Coups, Wonwoo                 | Woozi, Bumzu, Park Gi-tae, S.Coups | Bumzu, Park Gi-tae | 3:27    |
| 3. | „Na-egelo wa” (kor. 나에게로 와, ang. Come To Me) (Vocal Team)                                               | Woozi, Bumzu                                  | Woozi, Bumzu                       | Woozi, Bumzu       | 3:12    |
| 4. | „What's Good” (Hip-Hop Team)                                                                                 | S.Coups, Wonwoo, Mingyu, Vernon               | Bumzu                              | Bumzu, Anchor      | 2:50    |
| 5. | „MOONWALKER” (Performance Team)                                                                              | Woozi, Bumzu, Hoshi, Dino                     | Woozi, Bumzu, Park Gi-tae          | Park Gi-tae        | 3:02    |
| 6. | „Uliui saebyeog-eun najboda tteugeobda” (kor. 우리의 새벽은 낮보다 뜨겁다, ang. Our Dawn Is Hotter Than Day) | Woozi, Bumzu, S.Coups, Vernon, Mingyu, Wonwoo | Woozi, Bumzu, Anchor               | Bumzu, Anchor      | 3:32    |

## Notowania
| Lista                     | Pozycja |
| ------------------------- | ------- |
| Gaon Weekly Album Chart   | 1       |
| Gaon Monthly Album Chart  | 1       |
| Oricon Weekly Album Chart | 2       |
| Billboard World Albums    | 3       |
| Five Music (Tajwan)       | 2       |